# Phlogacanthus colaniae
Phlogacanthus colaniae là một loài thực vật có hoa trong họ Ô rô. Loài này được R. Ben. miêu tả khoa học đầu tiên năm 1936.